# Volitve predsednika Združenih držav Amerike 2024
60. volitve predsednika Združenih držav Amerike so bile predsedniške volitve v Združenih državah Amerike, ki so potekale 5. novembra 2024. Na njih sta republikanca Donald Trump in JD Vance premagala demokrata Kamalo Harris in Tima Walza. Inavguracija bo po tradiciji potekala 20. januarja 2025.
To so bile prve predsedniške volitve, ki so se izvedle s podatki o prebivalstvu s popisa prebivalstva leta 2020. Tako Biden kot Trump sta napovedala kandidaturo za predsednika, kar je nakazovalo morebitno ponovitev volitev iz leta 2020. To bi bila prva predsedniška ponovitev po letu 1956.
Donald Trump je 13. julija 2024 preživel poskus atentata. Dvajsetletni napadalec ga je ustrelil v uho na predvolilnem zborovanju v Pensilivaniji, zaradi česar je dogodek zapustil v spremstvu medicinskega osebja. Dejanje so obsodili mnogi svetovni politiki, Trump pa se je že kmalu za tem vnovič pojavil v javnosti in narod pozval k enotnosti. Na Republikanski konvenciji dne 18. julija 2024 je nato sprejel strankarsko nominacijo za predsedniško kandidaturo. Na konvenciji je predstavil tudi podpredsedniškega kandidata, Jamesa Davida Vancea, senatorja iz Ohia.
Tedanji predsednik Joe Biden iz vrst Demokratov se je sprva potegoval za ponovno izvolitev in 12. marca postal verjetni kandidat stranke. Po prvi predsedniški debati junija 2024 pa se je v javnosti pojavilo vedno več pozivov, naj se Biden umakne, saj so tudi nekateri vidni politiki njegov nastop označili kot šibek in neprepričljiv. Zaradi nadaljnjih skrbi glede starosti in zdravja se je Biden 21. julija 2024 umaknil iz tekme in podprl podpredsednico Kamalo Harris, ki je isti dan začela svojo predsedniško kampanjo. Zagotovila si je dovolj podpore delegatov, da je dan kasneje postala nova verjetna kandidatka, 6. avgusta pa oznanila Tima Walza, guvernerja Minnesote, za svojega podpredsedniškega kandidata. Uradno je strankarsko nominacijo sprejela na konvenciji dne 22. avgusta 2024. Z umikom iz tekme je Joe Biden postal prvi predsednik po Lyndonu B. Johnsonu leta 1968, ki ni kandidiral za vnovičen mandat.
Na volitvah je bil Donald Trump izvoljen za 47. ameriškega predsednika in premagal tedanjo podpredsednico Kamalo Harris. Zmagal je ne samo po elektorskih, ampak tudi po ljudskih glasovih (»popular vote«), dobil je največje število glasov (preko 76 milijonov) med republikanskimi kandidati v zgodovini države. V prvem nagovoru je napovedal prihod »zlate dobe ZDA«. Z izvolitvijo je postal drugi predsednik, ki je osvojil drugi nezaporedni mandat in se pridružil Groverju Clevelandu, ki mu je to uspelo leta 1892.
Kamala Harris je prva demokratska kandidatka po letu 2004, ki je izgubila volitve po absolutnem seštevku glasov. 6. novembra je Trumpu čestitala za zmago in priznala volilni poraz, v nagovoru Američanom pa poudarila, da »izid ni takšen, kot so želeli, a da boj še ni končan«.

## Rezultati

### Izid elektorskih glasov
| Kandidat               | Donald Trump | Kamala Harris |     |
| ---------------------- | --- | --- | --- |
| Kandidat               | Elektorji | 312 | 226 |
| Osvojene zvezne države | Alabama, Arizona, Arkansas, Florida, Georgija, Idaho, Indiana, Iowa, Južna Dakota, Južna Karolina, Kansas, Kentucky, Michigan, Misisipi, Misuri, Montana, Nebraska, Nevada, Ohio, Oklahoma, Pensilvanija, Severna Dakota, Severna Karolina, Tennessee, Teksas, Wisconsin, Wyoming, Zahodna Virginija | Connecticut, Delaware, Havaji, Illinois, Kalifornija, Kolorado, Maine, Maryland, Massachusetts, Minnesota, New Hampshire, New Jersey, New York, Nova Mehika, Oregon, Rhode Island, Vermont, Virginija, Washington, Washington, D.C. |     |
| Osvojene zvezne države | 31 + ME-02 | 19 + NE-02 + DC |     |

### Nihajoče države
Datum posodobitve: 20. december 2024, 19.30; Vir: NBC News 
| Država           | Elektorji | Zmagovalec | Rezultat  | Rezultat | Izid 2020                | Izid 2016                |
| Država           | Elektorji | Zmagovalec | Glasovi   | %        | Izid 2020                | Izid 2016                |
| ---------------- | --------- | ---------- | --------- | -------- | ------------------------ | ------------------------ |
| Arizona          | 11        | Trump      | 1.770.242 | 52,2     | Biden 1.672.143 (49,4 %) | Trump 1.252.401 (48,7 %) |
| Georgija         | 16        | Trump      | 2.663.117 | 50,7     | Biden 2.473.633 (49,5 %) | Trump 2.089.104 (51,1 %) |
| Michigan         | 15        | Trump      | 2.816.636 | 49,7     | Biden 2.804.040 (50,6 %) | Trump 2.279.543 (47,5 %) |
| Nevada           | 6         | Trump      | 751.205   | 50,6     | Biden 703.486 (50,1 %)   | Clinton 539.260 (47,9 %) |
| Pensilvanija     | 19        | Trump      | 3.543.308 | 50,4     | Biden 3.458.229 (50,0 %) | Trump 2.970.733 (48,6 %) |
| Severna Karolina | 16        | Trump      | 2.898.423 | 50,9     | Trump 2.758.775 (49,9 %) | Trump 2.362.631 (49,8 %) |
| Wisconsin        | 10        | Trump      | 1.697.626 | 49,6     | Biden 1.630.866 (49,4 %) | Trump 1.405.284 (47,2 %) |

### Glasovi vseh kandidatov
Datum posodobitve: 20. december 2024, 19.30 
| Kandidat VP kandidat | Kandidat VP kandidat       | Stranka      | Država                    | Glasovi    | Glasovi | Elektorski glasovi | Elektorski glasovi |
| Kandidat VP kandidat | Kandidat VP kandidat       | Stranka      | Država                    | Število    | %       | Število            | %                  |
| -------------------- | -------------------------- | ------------ | ------------------------- | ---------- | ------- | ------------------ | ------------------ |
|                      | Donald Trump JD Vance      | Republikanci | Florida Ohio              | 77.285.106 | 49,8%   | 312                | 58,0%              |
|                      | Kamala Harris Tim Walz     | Demokrati    | Kalifornija Minnesota     | 75.000.783 | 48,4%   | 226                | 42,0%              |
|                      | Jill Stein Butch Ware      | Zeleni       | Massachusetts Kalifornija | 782.506    | 0,5%    |                    |                    |
|                      | Chase Oliver Mike ter Maat | Libertarci   | Georgija Virginija        | 641.294    | 0,4%    |                    |                    |

## Kandidati

### Glavni
| Republikanska stranka          |                            |
| Donald Trump                   | JD Vance                   |
| predsedniški kandidat          | podpredsedniški kandidat   |
|                                |                            |
| 45. predsednik ZDA (2017–2021) | senator v Ohiu (2023–2025) |
|                                |                            |

| Demokratska stranka                |                                     |
| Kamala Harris                      | Tim Walz                            |
| predsedniška kandidatka            | podpredsedniški kandidat            |
|                                    |                                     |
| 49. podpredsednica ZDA (2021–2025) | 41. guverner Minnesote (2019–danes) |
|                                    |                                     |

### Ostali
| Libertarna stranka    |                          |
| Chase Oliver          | Mike ter Maat            |
| predsedniški kandidat | podpredsedniški kandidat |
|                       |                          |
| komercialni direktor  | ekonomist                |
|                       |                          |

| Zelena stranka          |                          |
| Jill Stein              | Butch Ware               |
| predsedniška kandidatka | podpredsedniški kandidat |
|                         |                          |
| fizičarka               | zgodovinar               |
|                         |                          |

### Odstopili
| Neodvisni kandidat    |                            |
| Robert F. Kennedy ml. | Nicole Shanahan            |
| predsedniški kandidat | podpredsedniška kandidatka |
|                       |                            |
| okoljski pravnik      | odvetnica                  |
|                       |                            |

## Zgodovina

### November 2022
- 15. november: nekdanji predsednik Donald Trump napove predsedniško kandidaturo. V uro dolgem govoru pohvali svoje dosežke in ostro kritizira svojega naslednika.[15]

### Februar 2023
- 14. februar: Nikki Haley, nekdanja veleposlanica pri OZN napove kandidaturo. Kandidatka je bila med drugim kritična do Trumpa v času njegovega predsedovanja in njegovega odnosa do napada na Kapitol leta 2021.[16]

- 21. februar: Vivek Ramaswamy, uspešen poslovnež, ki je obiskoval elitne ameriške šole, napove predsedniško kandidaturo.[17]

### Marec 2023
- 2. marec: poslovnež Perry Johnson napove predsedniško kandidaturo.[18]

- 4. marec: pisateljica Marianne Williamson napove kandidaturo za nominacijo Demokratov. Znana je po številnih knjigah v katerih svetuje o osebnostni rasti in samopomoči. Za nominacijo se je sicer potegovala že leta 2020.[19]

### April 2023
- 5. april: pisatelj in pravnik Robert F. Kennedy ml., sicer nečak v atentatu ubitega Johna F. Kennedyja, napove kandidaturo. Med drugim je kandidat znan po ostrem nasprotovanju cepivom.[20]

- 20. april: Larry Elder, politični komentator in nekdanji kandidat za guvernerja, napove kandidaturo. Zadnja leta je preživel v medijih, predvsem kot radijski voditelj.[21]

- 23. april: poslovnež Ryan Binkley oznani kandidaturo.[22]

- 25. april: Joe Biden napove kandidaturo za drugi mandat in sporoči, da namerava s podpredsednico Kamalo Harris »dokončati delo«.[23]

- 26. april: Asa Hutchinson, nekdanji guverner v zvezni državi Arkansas, napove kandidaturo za republikansko nominacijo.[24]

### Maj 2023
- 19. maj: republikanski senator Tim Scott napove kandidaturo.[25]

- 24. maj: Ron DeSantis, republikanski guverner v zvezni državi Florida od leta 2019, napovr kandidaturo v spletnem pogovoru z Elonom Muskom na platformi Twitter.[26]

### Junij 2023
- 5. junij:
  - nekdanji podpredsednik ZDA Mike Pence napove kandidaturo za republikansko nominacijo.[27]
  - filozof Cornel West napove predsedniško kandidaturo pri Ljudski stranki.[28]

- 6. junij: guverner Chris Christie napove kandidaturo za republikansko nominacijo in v predstavitvi ostro kritizira Donalda Trumpa.[29]

- 7. junij: Doug Burgum, guverner Severne Dakote, napove kandidaturo za republikansko nominacijo.[30]

- 14. junij: Cornel West napove predsedniško kandidaturo pri Zeleni stranki.[31]

- 15. junij: Župan Miamija Francis Suarez napove kandidaturo za republikansko nominacijo.[32]

- 22. junij: Will Hurd, politik iz Texasa, napove kandidaturo za republikansko nominacijo.[33]

### Avgust 2023
- 24. avgust:
  - v Wisconsinu se odvije prva debata Republikanske stranke z 8 kandidati, med njimi ni Donalda Trumpa, ki je udeležbo že vnaprej zavrnil.[34]
  - Donald Trump se preda oblastem v zvezni državi Georgia. V zaporu je skupno 20 minut, za tem pa po plačilu 200 tisoč evrov varščine do sojenja odide na prostost.[35]

- 29. avgust: Francis Suarez zaključi kampanjo za nominacijo Republikanske stranke.[36]

### September 2023
- 28. september: v Kaliforniji se odvije druga republikanska debata, tokrat s 7 kandidati.[37]

### Oktober 2023
- 5. oktober: Cornel West vnovič zamenja stranko in napove kandidaturo kot neodvisni kandidat.[38]

- 9. oktober:
  - Robert F. Kennedy ml. v Filadelfiji uradno sporoči, da se umika iz tekme za demokratsko nominacijo in se podaja na predsedniške volitve kot neodvisen kandidat. Odločitev je sprejel, ker je spoznal, da na primarnih volitvah nima realnih možnosti za nominacijo matične stranke, ki je bolj naklonjena Joeu Bidenu. V nagovoru pove, da razglaša neodvisnost od korporacij, medijev in obeh strank.[39]
  - Will Hurd zaključi kampanjo za nominacijo Republikanske stranke.[40]

- 13. oktober: Corey Stapleton zaključi kampanjo za nominacijo Republikanske stranke.[41]

- 20. oktober: Perry Johnson zaključi kampanjo za nominacijo Republikanske stranke. Nekaj dni po odstopu za nadaljnjo kampanjo podpre Donalda Trumpa.[42][43]

- 26. oktober:
  - poslovnež in politik Dean Phillips napove kandidaturo proti Joeu Bidnu za nominacijo Demokratske stranke.[44][45]
  - Larry Elder zaključi kampanjo za nominacijo Republikanske stranke.[46]

- 28. oktober: Mike Pence zaključi kampanjo za nominacijo Republikanske stranke, zaradi nizke podpore volivcev in dolgov zaradi kampanje.[47]

### November 2023
- 9. november: v Miamiju na Floridi poteka tretja debata Republikancev, sodeluje 5 kandidatov.[48]

- 12. november: Tim Scott zaključi kampanjo za nominacijo Republikanske stranke.[49]

### December 2023
- 4. december: Doug Burgum zaključi kampanjo za nominacijo Republikanske stranke.[50]

- 7. december: v Alabami potekala četrta debata Republikancev, sodelujejo 4 kandidati.[51]

### Januar 2024
- 10. januar:
  - Chris Christie zaključi kampanjo za nominacijo Republikanske stranke. V nagovoru poudari, da je odstopil, ker nima realnih možnosti za nominacijo in ker bi lahko kandidata z večjo podporo v anketah, DeSantis in Haley, onemogočila Trumpovo vrnitev na oblast.[52]
  - v Iowi se odvije peta republikanska debata, sodelujeta Nikki Haley in Ron DeSantis.[53]

- 15. januar:
  - odvijejo se primarne volitve Republikanske stranke v zvezni državi Iowa, na katerih zmaga Donald Trump.[54]
  - Vivek Ramaswamy zaradi slabe uvrstitve na strankarskih volitvah v Iowi izstopi iz kampanje in v nadaljnji kampanji podpre Donalda Trumpa.[55]

- 16. januar: Asa Hutchinson izstopi iz kampanje za nominacijo Republikanske stranke po slabi uvrstitvi na strankarskih volitvah v Iowi. V nadaljnji kampanji podpre Nikki Haley.[56][57]

- 21. januar: Ron DeSantis izstopi iz kampanje za nominacijo Republikanske stranke in podpre Donalda Trumpa.[58]

- 23. januar: odvijejo se primarne volitve Republikanske stranke v zvezni državi New Hampshire, na katerih zmaga Donald Trump.[59]

### Februar 2024
- 6. februar: odvijejo se primarne volitve Republikanske stranke v zvezni državi Nevada, na katerih zmaga opcija "Nihče od navedenih".[60]

- 7. februar: Marianne Williamson izstopi iz kampanje za nomiancijo Demokratske stranke.[61]

- 8. februar:
  - primarne volitve Republikancev v zvezni državi Deviški otoki, na katerih zmaga Donald Trump.[62]
  - predvolilni izbor ("Caucuses") Republikancev v zvezni državi Nevada, na katerem zmaga Donald Trump.[63]

- 24. februar: primarne volitve Republikancev v zvezni državi Južna Karolina, na katerih zmaga Donald Trump.[64]

- 27. februar:
  - primarne volitve Republikancev v zvezni državi Michigan, na katerih zmaga Donald Trump.[65]
  - Ryan Binkley izstopi iz kampanje za nominacijo Republikanske stranke in podpre Donalda Trumpa.[66]

- 28. februar: Marianne Williamson se v luči rezultatov v Michiganu ponovno vključi v kampanjo za nominacijo Demokratske stranke.[67]

### Marec 2024
- 1. – 3. marec: primarne volitve Republikancev v zvezni državi Washington, D.C., na katerih zmaga Nikki Haley.[68]

- 2. marec:
  - predvolilni izbor Republikancev v zvezni državi Michigan, na katerem zmaga Donald Trump.[69]
  - primarne volitve Republikancev v zveznih državah Idaho in Misuri, na obojih zmaga Donald Trump.[70]

- 4. marec: primarne volitve Republikancev v zvezni državi Severna Dakota, na katerih zmaga Donald Trump.[71]

- 5. marec: Super torek (dan, ko se odvije največ primarnih volitev in izborov)
  - primarne volitve Republikancev v zveznih državah Alabama, Arkansas, Kalifornija, Kolorado, Maine, Massachusetts, Minnesota, Severna Karolina, Oklahoma, Tennessee, Teksas, Utah in Virginija, na vseh zmaga Donald Trump.[72]
  - primarne volitve Republikancev v zvezni državi Vermont, na katerih zmaga Nikki Haley.[73]
  - Nikki Haley izstopi iz kampanje za nominacijo Republikanske stranke, zaradi porazov v večini zveznih držav.[74]

- 6. marec:
  - Dean Philips izstopi iz kampanje za nominacijo Demokratske stranke in podpre Joea Bidna.[75]
  - predvolilni izbor Demokratov v zvezni državi Havaji, na katerem zmaga Joe Biden.[76]

- 8. marec: predvolilni izbor Republikancev v Ameriški Samoi, na katerem zmaga Donald Trump.[77]

- 12. marec:
  - primarne volitve Demokratov v zveznih državah Georgija, Misisipi, Washington in na Severnih Marijanskih otokih, na vseh zmaga Joe Biden, s čimer postane verjetni ("presumptive") predsedniški kandidat Demokratske stranke.[78]
  - primarne volitve Republikancev v zveznih državah Georgija, Havaji, Misisipi in Washington, na vseh zmaga Donald Trump, s čimer postane verjetni ("presumptive") predsedniški kandidat Republikanske stranke.[79]

- 15. marec: predvolilni izbor Republikancev na Severnih Marijanskih otokih, na katerem zmaga Donald Trump.[80]

- 16. marec: predvolilni izbor Republikancev v Gvamu, na katerem zmaga Donald Trump.[81]

- 19. marec:
  - primarne volitve Demokratov v zveznih državah Arizona, Florida, Illinois, Kansas in Ohio, na vseh zmaga Joe Biden.[82]
  - primarne volitve Republikancev v zveznih državah Arizona, Florida, Illinois, Kansas in Ohio, na vseh zmaga Donald Trump.[82]

- 22. – 30. marec: primarne volitve Demokratov v zvezni državi Severna Dakota, na katerih zmaga Joe Biden.[83]

- 23. marec:
  - primarne volitve Demokratov v zveznih državah Louisiana in Misuri, na obeh zmaga Joe Biden.[84][85]
  - primarne volitve Republikancev v zvezni državi Louisiana, na katerih zmaga Donald Trump.[86]

- 26. marec: Robert F. Kennedy ml. za svojo podpredsedniško kandidatko oznani odvetnico Nicole Shanahan.[87]

### April 2024
- 2. april:
  - primarne volitve Demokratov v zveznih državah Connecticut, New York, Rhode Island, Wisconsin in Delaware, na vseh zmaga Joe Biden.[88][89]
  - primarne volitve Republikancev v zveznih državah Connecticut, New York, Rhode Island in Wisconsin, na vseh zmaga Donald Trump.[88]

- 10. april: Cornel West za svojo podpredsedniško kandidatko oznani profesorico Melino Abdullah.[90]

- 13. april:
  - primarne volitve v zvezni državi Alaska in predvolilni izbor Demokratov v zvezni državi Wyoming, na obeh zmaga Joe Biden.[91][92]
  - Robert F. Kennedy ml. izloči možnost kandidiranja pri Libertarni stranki.[93]

- 18. – 20. april: predvolilni izbor Republikancev v zvezni državi Wyoming, na katerem zmaga Donald Trump.[94]

- 21. april: primarne volitve Republikancev v Portoriku, na katerih zmaga Donald Trump.[95]

- 23. april: primarne volitve Demokratov in Republikancev v zvezni državi Pensilvanija, na katerih zmagata Joe Biden in Donald Trump.[96][97]

- 28. april:
  - primarne volitve Demokratov v Portoriku, na katerih zmaga Joe Biden.[98]
  - Donald Trump in Ron DeSantis se sestaneta na zasebnem srečanju v Miamiju.[99]

### Maj 2024
- 7. maj: primarne volitve Demokratov in Republikancev v zvezni državi Indiana, na katerih zmagata Joe Biden in Donald Trump.[100][101]

- 14. maj:
  - primarne volitve Demokratov v zveznih državah Maryland, Nebraska in Zahodna Virginija, na vseh zmaga Joe Biden.[102][103][104]
  - primarne volitve Republikancev v zveznih državah Maryland, Nebraska in Zahodna Virginija, na vseh zmaga Donald Trump.[105][106][107]

- 15. maj: CNN oznani prvo predsedniško soočenje Bidna in Trumpa za 27. junij, ABC News pa oznani drugo soočenje za 10. september.[108]

- 21. maj:
  - primarne volitve Demokratov v zveznih državah Kentucky in Oregon, na obeh zmaga Joe Biden.[109][110]
  - primarne volitve Republikancev v zveznih državah Kentucky in Oregon, na obeh zmaga Donald Trump.[111][112]

- 23. maj: predvolilni izbor Demokratov v zvezni državi Idaho, na katerem zmaga Joe Biden.[113]

- 24. – 27. maj: Libertarna nacionalna konvencija v Washingtonu, na njej sta za predsedniškega in podpredsedniškega kandidata stranke izbrana Chase Oliver in Mike ter Maat.[114][115]

### Junij 2024
- 4. junij:
  - primarne volitve Demokratov v zveznih državah Okrožje Kolumbija (D. C.), Montana, New Jersey, Nova Mehika in Južna Dakota, na vseh zmaga Joe Biden.[116][117][118][119]
  - primarne volitve Republikancev v zveznih državah Montana, New Jersey in Nova Mehika, na vseh zmaga Donald Trump, v zvezni državi Južna Dakota so primarne volitve preklicane.[120][121][122][123]

- 8. junij: predvolilna izbora Demokratov v Gvamu in na Deviških otokih, na obeh zmaga Joe Biden.[124]

- 11. junij: Marianne Williamson zaradi zaključka primarnih volitev vnovič izstopi iz kampanje za nominacijo Demokratske stranke.[125]

- 27. junij: prvo predsedniško soočenje Donalda Trumpa in Joea Bidna, v mestu Atlanta ga gosti CNN, po soočenju se začnejo vrstiti pozivi k izstopu Bidna iz predsedniške tekme.[126][127]

### Julij 2024
- 2. julij: Marianne Williamson se drugič ponovno vključi v kampanjo za nominacijo Demokratske stranke.[128]

- 2. – 19. julij: več kot 30 zveznih predstavnikov iz vrst Demokratov pozove Joea Bidna k izstopu iz predsedniške tekme.[129][130][131][132]

- 13. julij: Donald Trump je na predvolilnem zborovanju v Pensilvaniji ustreljen v uho in preživi v poskus atentata, ubita sta 20-letni napadalec in eden od udeležencev shoda, dve drugi osebi sta poškodovani.[133]

- 15. – 18. julij: Republikanska nacionalna konvencija v Wisconsinu, Trump za podpredsedniškega kandidata oznani senatorja J. D. Vancea in uradno sprejme nominacijo stranke za predsedniškega kandidata.[134][135]

- 21. julij:
  - Joe Biden po mnogih pozivih izstopi iz kampanje za Demokratsko nominacijo in podpre Kamalo Harris.[136]
  - Kamala Harris napove kandidaturo za nominacijo Demokratske stranke.[137]

- 22. julij: Kamala Harris zbere zadostno podporo delegatov, s čimer postane verjetna predsedniška kandidatka Demokratske stranke.[138]

- 26. julij: Barack in Michelle Obama javno podpreta Kamalo Harris za predsedniško kandidatko in obljubita, da bosta storila vse v njuni moči, da bo Harrisov zasedla položaj predsednice.[139]

- 29. julij: Marianne Williamson oznani, da ni vložila kandidature proti Kamali Harris in izstopi iz kampanje za nominacijo Demokratske stranke.[140]

### Avgust 2024
- 6. avgust: Kamala Harris za svojega podpredsedniškega kandidata oznani guvernerja Tima Walza.[141]
- 15. – 18. avgust: Nacionalna konvencija Zelenih, ki poteka preko spleta, Jill Stein za svojega podpredsedniškega kandidata oznani Butcha Warea in uradno sprejme nominacijo stranke za predsedniško kandidatko.[142][143]
- 19. – 22. avgust: Demokratska nacionalna konvencija v Chicagu, na kateri Kamala Harris uradno sprejme nominacijo stranke za predsedniško kandidatko.[144]
- 23. avgust: Robert F. Kennedy ml. gosti konferenco v Phoenixu, na kateri oznani, da zaključuje predsedniško kampanjo in umika kandidaturo v desetih ključnih zveznih državah, kljub ohranitvi imena na glasovnicah v večini zveznih držav podpre Donalda Trumpa.[145][146]

### September 2024
- 10. september: drugo predsedniško soočenje, prvo soočenje Donalda Trumpa in Kamale Harris, v mestu Filadelfija ga gosti ABC News.[147]

- 15. september: Donald Trump preživi domnevni drugi poskus atentata, med igranjem golfa na svojem igrišču na Floridi se zgodi streljanje, v katerem ni poškodovan.[148]

### Oktober 2024
- 1. oktober: prvo podpredsedniško soočenje JD Vancea in Tima Walza, v mestu New York ga gosti CBS.[149]

- 29. oktober: predsednik Biden se odzove na zborovanje Trumpa v Madison Square Gardnu v zvezni državi New York ter na tamkajšnji nastop komika Tonyja Hinchcliffa, v odzivu Trumpove podpornike označi za "smeti", zaradi česar prejme številne negativne odzive, mnogi menijo, da bi to lahko škodovalo prizadevanjem Demokratske stranke za pridobitev neodločenih volivcev ter izključilo velik del ameriškega prebivalstva, ki podpira Trumpa.[150][151] Donald Trump se v odgovor na zborovanje v Wisconsin odpelje s smetarskih tovornjakom v obleki smetarskega delavca.[152]

### November 2024
- 5. november: volitve predsednika ZDA 2024.

### Januar 2025
- 20. januar: inavguracija novoizvoljenega predsednika.

## Elektorski sistem
Vsaka zvezna država ima enako število elektorjev kot je njenih članov v predstavniškem domu Združenih držav Amerike – slednje je določeno s popisom prebivalstva. Okrožje Washington D.C., ki ni zvezna država in nima volilnega predstavnika v kongresu, ima tri elektorske glasove.
V elektorskem kolidžu je 538 elektorjev; 270 elektorskih glasov je potrebnih za zmago na predsedniških volitvah. Največ elektorskih glasov ima Kalifornija, 54. Sledita Texas s 40 in Florida s 30 elektorji.

## Primarne volitve – izbira kandidatov
Na strankarskih volitvah volivci v zveznih državah izbirajo in s tem nominirajo kandidata Republikanske oz. Demokratske stranke. 
Imajo dva tipa strankarskih volitev:
- Primarne volitve (ang. Primaries): formalna oblika volitev - volivci anonimno izberejo kandidata s tajnim glasovanjem; država, v kateri potekajo, upošteva rezultate glasovanja pri podelitvi delegatov zmagovalcem.
- Predvolilni izbori (ang. Caucuses): gre za zbore oz. velika zasebna srečanja, ki jih vodijo politične stranke; udeleženci se razdelijo v skupine glede na kandidata, ki ga podpirajo in na koncu število volivcev v posamezni skupini določi, koliko delegatov je dobil posamezen kandidat.[153]

### Republikanska stranka

#### Nominirani kandidat
12. marca 2024 je Donald Trump uradno postal verjetni predsedniški kandidat Republikanske stranke. Julija je sledila Republikanska konvencija, na kateri je bil Trump uradno potrjen za kandidata, na njej pa tudi oznanil podpredsedniškega kandidata, J. D. Vancea. Na štiridnevni konvenciji so Trumpa podprli tudi nekateri protikandidati na primarnih volitvah, 18. julija pa je sprejel strankarsko nominacijo.
Nekaj dni pred prejemom uradne nominacije je Trump preživel poskus atentata, ko je na predvolilnem zborovanju v Pensilvaniji nanj streljal 20-letnik in ga zadel v uho. Pripadniki Tajnih služb so strelca ubili. Dejanje je obsodilo mnogo svetovnih voditeljev, Trump pa je v prvi izjavi po poskusu atentata narod pozval k enotnosti.
| Kandidat     | Kandidat | Rojen                   | Poklic | Zvezna država | Datum napovedi kandidature | Datum potrditve nominacije | Logotip | Sklic           |
| ------------ | -------- | ----------------------- | --- | ------------- | -------------------------- | -------------------------- | ------- | --------------- |
| Donald Trump |          | 14. junij 1946 New York | - 45. predsednik ZDA (2017-2021) - TV voditelj oddaje The Apprentice (2004-2015) - predsednik Organizacije Trump (1971-2017) | Florida       | 15. november 2022          | 18. julij 2024             |         | [ 161 ] [ 162 ] |

#### Kandidati, ki so odstopili v času primarnih volitev
| Kandidat        | Kandidat | Rojen                          | Poklic | Zvezna država  | Datum napovedi kandidature | Datum preklica kandidature                  | Logotip | Sklic                   |
| --------------- | -------- | ------------------------------ | --- | -------------- | -------------------------- | ------------------------------------------- | ------- | ----------------------- |
| Nikki Haley     |          | 20. januar 1972 Južna Karolina | - veleposlanica pri Združenih narodih (2017-2018) - guvernerka Južne Karoline (2011-2017) - članica Predstavniškega doma Južne Karoline (2005-2011)                                          | Južna Karolina | 14. februar 2023           | 6. marec 2024 (podpre Trumpa na konvenciji) |         | [ 163 ] [ 164 ]         |
| Ryan Binkley    |          | 19. november 1967 Georgia      | - soustanovitelj in direktor Generational Equity Group (2006-danes) | Teksas         | 23. april 2023             | 27. februar 2024 (podpre Trumpa)            |         | [ 165 ]                 |
| Ron DeSantis    |          | 14. september 1978 Florida     | - guverner Floride (2019-danes) - predstavnik 6. okraja Floride (2013-2018) - član Vojne mornarice ZDA (2004-2019)                                                                           | Florida        | 24. maj 2023               | 21. januar 2024 (podpre Trumpa)             |         | [ 166 ] [ 167 ] [ 168 ] |
| Asa Hutchinson  |          | 3. december 1950 Arkansas      | - guverner Arkansasa (2015-2023) - podsekretar za nacionalno varnost (2003-2015) - administrator za boj proti drogam (2001-2003) - član Predstavniškega doma ameriškega kongresa (1997-2001) | Arkansas       | 26. april 2023             | 16. januar 2024 (podpre Haley)              |         | [ 169 ] [ 170 ] [ 171 ] |
| Vivek Ramaswamy |          | 9. avgust 1985 Ohio            | - predsednik uprave podjetja Strive Asset Management (2022-danes) - direktor podjetja Roivant Sciences (2014-2021)                                                                           | Ohio           | 21. februar 2023           | 15. januar 2024 (podpre Trumpa)             |         | [ 172 ] [ 173 ]         |

#### Kandidati, ki so odstopili pred primarnimi volitvami
| Kandidat       | Rojen                             | Poklic | Zvezna država  | Datum napovedi kandidature | Datum preklica kandidature | Logotip | Sklic                   |
| -------------- | --------------------------------- | --- | -------------- | -------------------------- | -------------------------- | ------- | ----------------------- |
| Chris Christie | 6. september 1962 New Jersey      | - guverner New Jerseyja (2010-2018) - okrožni tožilec v New Jerseyju (2002-2008) - kandidat za nominacijo za predsednika ZDA (2016)                                                         | New Jersey     | 6. junij 2023              | 10. januar 2024            |         | [ 174 ] [ 175 ] [ 176 ] |
| Doug Burgum    | 1. avgust 1956 Severna Dakota     | - guverner Severne Dakote (2016-danes) | Severna Dakota | 7. junij 2023              | 4. december 2023           |         | [ 177 ] [ 178 ]         |
| Tim Scott      | 19. september 1965 Južna Karolina | - senator Južne Karoline (2013-danes) - predstavnik 1. okraja Južne Karoline (2011-2013) - član Predstavniškega doma Južne Karoline (2009-2011) - član sveta okrožja Charleston (1995-2009) | Južna Karolina | 19. maj 2023               | 12. november 2023          |         | [ 179 ] [ 180 ]         |
| Mike Pence     | 7. junij 1959 Indiana             | - 48. podpredsednik ZDA (2017-2021) - guverner Indiane (2013-2017) - predstavnik Indiane (2001-2013)                                                                                        | Indiana        | 5. junij 2023              | 28. oktober 2023           |         | [ 181 ] [ 182 ] [ 183 ] |
| Larry Elder    | 27. april 1952 Kalifornija        | - kandidat za guvernerja Kalifornije (2021) - voditelj oddaje The Larry Elder Show (1993-2022)                                                                                              | Kalifornija    | 20. april 2023             | 26. oktober 2023           |         | [ 184 ] [ 185 ]         |
| Perry Johnson  | 23. januar 1948 Illinois          | - ustanovitelj podjetja Perry Johnson Registrars, Inc. (1994-danes) | Michigan       | 2. marec 2023              | 20. oktober 2023           |         | [ 186 ] [ 187 ]         |
| Will Hurd      | 19. avgust 1977 Teksas            | - predstavnik 23. okraja Texasa | Teksas         | 22. junij 2023             | 9. oktober 2023            |         | [ 188 ] [ 189 ]         |
| Francis Suarez | 19. september 1965 Florida        | - župan Miamija (2017-danes) - član vlade Miamija (2009-2017) | Florida        | 14. junij 2023             | 29. avgust 2023            |         | [ 190 ] [ 191 ]         |

#### Rezultati
Uspešen nastop na primarnih volitvah pomeni večje število delegatov. Ti so nato glasovali na Republikanski nacionalni konvenciji, ki je potekala julija 2024 v Milwaukeeju. Z večjim številom delegatov si kandidat prej zagotovi kasnejšo nominacijo. Primer: Donald Trump je v Iowi osvojil 51 % glasov, kar mu je zagotovilo 20 od skupno 40 delegatov te zvezne države.
V večini držav se poslužujejo enega od zgoraj navedenih tipov volitev. V nekaterih zveznih državah, kot sta Nevada in Michigan, pa velja dualni sistem, zato potekajo tako primarne volitve (Primaries) kot tudi izbori (Caucuses). V Nevadi je bilo 26 delegatov razdeljenih zgolj skozi predvolilne izbore, ne pa tudi skozi primarne volitve. Nikki Haley je bila tako zgolj na glasovnici primarnih volitev, Trump in Binkley pa zgolj na glasovnici predvolilnega izbora.
Primarne volitve so označene s "P", izbori (caucuses) pa s "C". Rezultati strankarskih volitev so prikazani v tabeli, Trump je osvojil skupaj 2.260 od skupaj 2.294 delegatov.
| Zvezna država    | Datum volitev | Kandidati in rezultati | Kandidati in rezultati  | Kandidati in rezultati  | Kandidati in rezultati  | Kandidati in rezultati     | Kandidati in rezultati    | Kandidati in rezultati | Zmagal             |      |      |       |
| Zvezna država    | Datum volitev | Donald Trump           | Nikki Haley (odstopila) | Ryan Binkley (odstopil) | Ron DeSantis (odstopil) | Vivek Ramaswamy (odstopil) | Asa Hutchinson (odstopil) | Ostalo                 | Zmagal             |      |      |       |
| ---------------- | ------------- | ---------------------- | ----------------------- | ----------------------- | ----------------------- | -------------------------- | ------------------------- | ---------------------- | ------------------ | ---- | ---- | ----- |
| Zvezna država    | Datum volitev | Iowa                   | 15. januar              | 51,0%                   | 19,1%                   | 0,7%                       | 21,2%                     | 7,7%                   | Zmagal             | 0,2% | 0,1% | Trump |
| New Hampshire    | 23. januar    | 54,4%                  | 43,3%                   | 0,1%                    | 0,7%                    | 0,3%                       | 0,03%                     | 1,3%                   | Trump              |      |      |       |
| Nevada (P)       | 6. februar    | ni na glasovnici       | 30,4%                   | ni na glasovnici        | ni na glasovnici        | ni na glasovnici           | ni na glasovnici          | 69,4%                  | Nihče od navedenih |      |      |       |
| Deviški otoki    | 8. februar    | 74,2%                  | 25,8%                   | ni na glasovnici        | 0,0%                    | 0,0%                       | ni na glasovnici          | 0,0%                   | Trump              |      |      |       |
| Nevada (C)       | 8. februar    | 99,1%                  | ni na glasovnici        | 0,9%                    | ni na glasovnici        | ni na glasovnici           | ni na glasovnici          | ni na glasovnici       | Trump              |      |      |       |
| Južna Karolina   | 24. februar   | 59,8%                  | 39,5%                   | 0,1%                    | 0,4%                    | 0,1%                       | ni na glasovnici          | 0,1%                   | Trump              |      |      |       |
| Michigan (P)     | 27. februar   | 68,1%                  | 26,6%                   | 0,2%                    | 1,2%                    | 0,3%                       | 0,1%                      | 3,4%                   | Trump              |      |      |       |
| Michigan (C)     | 2. marec      | 97,8%                  | 2,2%                    | ni na glasovnici        | ni na glasovnici        | ni na glasovnici           | ni na glasovnici          | ni na glasovnici       | Trump              |      |      |       |
| Idaho            | 2. marec      | 84,9%                  | 13,2%                   | 0,1%                    | 1,3%                    | 0,2%                       | ni na glasovnici          | 0,2%                   | Trump              |      |      |       |
| Misuri           | 2. marec      | N/A                    | N/A                     | ni na glasovnici        | ni na glasovnici        | ni na glasovnici           | ni na glasovnici          | 0,0%                   | Trump              |      |      |       |
| Washington, D.C. | 1. – 3. marec | 33,3%                  | 62,8%                   | 0,1%                    | 1,9%                    | 0,7%                       | ni na glasovnici          | 1,3%                   | Haley              |      |      |       |
| Severna Dakota   | 4. marec      | 84,6%                  | 14,1%                   | 0,5%                    | ni na glasovnici        | ni na glasovnici           | ni na glasovnici          | 0,8%                   | Trump              |      |      |       |
| Alabama          | 5. marec      | 83,2%                  | 13,0%                   | 0,1%                    | 1,4%                    | 0,3%                       | ni na glasovnici          | 2,0 %                  | Trump              |      |      |       |
| Alaska           | 5. marec      |                        |                         |                         |                         |                            |                           |                        |                    |      |      |       |
| Arkansas         | 5. marec      |                        |                         |                         |                         |                            |                           |                        |                    |      |      |       |
| Kalifornija      | 5. marec      |                        |                         |                         |                         |                            |                           |                        |                    |      |      |       |
| Kolorado         | 5. marec      |                        |                         |                         |                         |                            |                           |                        |                    |      |      |       |
| Maine            | 5. marec      |                        |                         |                         |                         |                            |                           |                        |                    |      |      |       |
| Massachusetts    | 5. marec      |                        |                         |                         |                         |                            |                           |                        |                    |      |      |       |
| Minnesota        | 5. marec      |                        |                         |                         |                         |                            |                           |                        |                    |      |      |       |
| Oklahoma         | 5. marec      |                        |                         |                         |                         |                            |                           |                        |                    |      |      |       |
| Severna Karolina | 5. marec      |                        |                         |                         |                         |                            |                           |                        |                    |      |      |       |
| Tennessee        | 5. marec      |                        |                         |                         |                         |                            |                           |                        |                    |      |      |       |
| Teksas           | 5. marec      |                        |                         |                         |                         |                            |                           |                        |                    |      |      |       |
| Utah             | 5. marec      |                        |                         |                         |                         |                            |                           |                        |                    |      |      |       |
| Vermont          | 5. marec      |                        |                         |                         |                         |                            |                           |                        |                    |      |      |       |
| Virginija        | 5. marec      |                        |                         |                         |                         |                            |                           |                        |                    |      |      |       |
| Ameriška Samoa   | 8. marec      |                        |                         |                         |                         |                            |                           |                        |                    |      |      |       |
| Georgija         | 12. marec     |                        |                         |                         |                         |                            |                           |                        |                    |      |      |       |
| Havaji           | 12. marec     |                        |                         |                         |                         |                            |                           |                        |                    |      |      |       |
| Misisipi         | 12. marec     |                        |                         |                         |                         |                            |                           |                        |                    |      |      |       |
| Washington       | 12. marec     |                        |                         |                         |                         |                            |                           |                        |                    |      |      |       |

### Demokratska stranka

#### Nominirana kandidatka
Po odstopu Joea Bidna je podpredsednica ZDA Kamala Harris 21. julija 2024, še isti večer napovedala kandidaturo za predsednico na volitvah, Biden pa ji je izrazil podporo. Naslednjega dne je Harrisova zbrala zadostno podporo demokratskih delegatov, in s tem uradno postala verjetna demokratska kandidatka. Med drugim so jo podprli politiki, ki so se v javnosti omenjali kot morebitni kandidati za predsednika po Bidnovem umiku, guvernerji Gavin Newsom, Phil Murphy in Josh Shapiro.
Harris je demokratska predsedniška kandidatka uradno postala 6. avgusta 2024. Istega dne je za svojega podpredsedniškega kandidata oznanila guvernerja Tima Walza. Nominacijo je formalno sprejela na konvenciji dne 22. avgusta, ko je v sklepnem nagovoru poudarila, da bo "predsednica vseh Američanov".
| Kandidat      | Kandidat | Rojen                        | Poklic                                                                      | Zvezna država | Datum napovedi kandidature | Datum potrditve nominacije | Logotip | Sklic           |
| ------------- | -------- | ---------------------------- | --------------------------------------------------------------------------- | ------------- | -------------------------- | -------------------------- | ------- | --------------- |
| Kamala Harris |          | 20. oktober 1964 Kalifornija | - 49. podpredsednica ZDA (2021-danes) - senatorka v Kaliforniji (2017-2021) | Kalifornija   | 21. julij 2024             | 22. avgust 2024            |         | [ 202 ] [ 203 ] |

#### Kandidati, ki so odstopili po primarnih volitvah
| Kandidat            | Kandidat | Rojen                          | Poklic | Zvezna država | Datum napovedi kandidature                   | Datum preklica kandidature                    | Logotip | Sklic           |
| ------------------- | -------- | ------------------------------ | --- | ------------- | -------------------------------------------- | --------------------------------------------- | ------- | --------------- |
| Marianne Williamson |          | 8. julij 1952 Teksas           | - pisateljica - strokovnjakinja za osebnostno rast - politična aktivistka - kandidatka za nominacijo za predsednika ZDA (2020) - profesorica | Washington    | 4. marec 2023 28. februar 2024 2. julij 2024 | 7. februar 2024 11. junij 2024 29. julij 2024 |         | [ 204 ]         |
| Joe Biden           |          | 20. november 1942 Pensilvanija | - 46. predsednik ZDA (2021-danes) - 47. podpredsednik ZDA (2009-2017) - senator v Delawaru (1973-2009)                                       | Delaware      | 25. april 2023                               | 21. julij 2024 (podpre Harris)                |         | [ 205 ] [ 206 ] |

#### Kandidati, ki so odstopili v času primarnih volitev
| Kandidat      | Kandidat | Rojen                     | Poklic                                                                                             | Zvezna država | Datum napovedi kandidature | Datum preklica kandidature   | Logotip | Sklic           |
| ------------- | -------- | ------------------------- | -------------------------------------------------------------------------------------------------- | ------------- | -------------------------- | ---------------------------- | ------- | --------------- |
| Jason Palmer  |          | 1. december 1971 Maryland | - rizični kapitalist                                                                               | Maryland      | 22. oktober 2023           | 15. maj 2024 (podpre Bidna)  |         | [ 207 ] [ 208 ] |
| Dean Phillips |          | 20. januar 1969 Minnesota | - predstavnik 3. okraja Minnesote (2019-danes) - direktor podjetja Phillips Distilling (2000-2012) | Minnesota     | 26. oktober 2023           | 6. marec 2024 (podpre Bidna) |         | [ 209 ]         |

Ostali:
- Terrisa Lin Bukovinac, aktivistka proti splavu (september 2023)[210]
- Joe Exotic, podjetnik in medijska osebnost (junij 2023)[211]
- Cenk Uygur, politični komentator in TV voditelj (oktober 2023)[212]

#### Kandidati, ki so odstopili pred primarnimi volitvami
| Kandidat              | Rojen                            | Poklic                                                 | Zvezna država | Datum napovedi kandidature | Datum preklica kandidature                   | Logotip | Sklic           |
| --------------------- | -------------------------------- | ------------------------------------------------------ | ------------- | -------------------------- | -------------------------------------------- | ------- | --------------- |
| Robert F. Kennedy ml. | 17. januar 1954 Washington, D.C. | - okoljski pravnik - pisatelj - aktivist proti cepivom | Kalifornija   | 5. april 2023              | 9. oktober 2023 (postane neodvisni kandidat) |         | [ 213 ] [ 214 ] |

## Soočenja in debate

### Predsedniška (P) in podpredsedniška (VP) soočenja
| Tip | #                  | Datum           | Čas          | Država   | Gostitelj               | Voditelj                         | Demokratska stranka | Republikanska stranka | Vir     |                |       |          |     |                       |           |              |         |
| --- | ------------------ | --------------- | ------------ | -------- | ----------------------- | -------------------------------- | ------------------- | --------------------- | ------- | -------------- | ----- | -------- | --- | --------------------- | --------- | ------------ | ------- |
| Tip | #                  | Datum           | Čas          | Država   | Gostitelj               | Voditelj                         | P                   | 1                     | Vir     | 28. junij 2024 | 03.00 | Georgija | CNN | Jake Tapper Dana Bash | Joe Biden | Donald Trump | [ 215 ] |
| 2   | 11. september 2024 | 03.00           | Pensilvanija | ABC News | David Muir Linsey Davis | Kamala Harris                    | P                   | Donald Trump          | [ 216 ] |                |       |          |     |                       |           |              |         |
| VP  | 1                  | 2. oktober 2024 | 03.00        | New York | CBS News                | Margaret Brennan Norah O'Donnell | Tim Walz            | JD Vance              | [ 217 ] |                |       |          |     |                       |           |              |         |

### Republikanci
Prva debata republikanske stranke je potekala 24. avgusta 2023, vodila sta jo Martha MacCallum in Bret Baier, predvajal pa jo je Fox News. Vse kriterije za udeležbo je izpolnilo 8 kandidatov: Ramaswamy, DeSantis, Scott, Pence, Christie, Haley, Burgum in Hutchinson. Vodilni favorit za strankarsko nominacijo Donald Trump je napovedal, da se tovrstnih soočenj ne bo udeležil. Poleg tega Trump zavrača podpis zaveze o zvestobi (The Loyalty Pledge), kar mu avtomatsko onemogoča participacijo.
Druga debata je potekala 27. oz. po našem času 28. septembra 2023, vodila sta jo Dana Perino in Stuart Varney, predvajana pa je bila na Fox Business. Pogoje za sodelovanje so izpolnili DeSantis, Ramaswamy, Scott, Pence, Christie, Haley ter Burgum in se vsi našteti soočenja tudi udeležili. Mnenja sodelujočih so bila različna, so pa vsi izrazili prepričanje, da bi državo vodili bolje kot aktualni predsednik Biden.
Tretja debata je potekala 9. novembra 2023 na Floridi. Predvajana je bila na NBC News, vodili so jo Kristen Welker, Hugh Hewitt in Lester Holt. Kvalificiralo se je 5 kandidatov, DeSantis, Ramaswamy, Scott, Haley in Christie.
Četrta debata je potekala 7. decembra 2023 v zvezni državi Alabama. Sodelovali so DeSantis, Ramaswamy, Haley in Christie, predvajal jo je NewsNation, vodile pa so jo Megyn Kelly, Elizabeth Vargas in Eliana Johnson.
Peta debata je potekala 11. januarja 2024 v zvezni državi Iowa. Sodelovala sta Nikki Haley in Ron DeSantis, predvajal jo je CNN, vodila pa sta jo Jake Tapper in Dana Bash.

#### Razpored
| # | Datum              | Čas        | Kraj                                 | Gostitelj         | Sodelujoči | Sodelujoči | Sodelujoči | Sodelujoči | Sodelujoči | Sodelujoči | Sodelujoči | Sodelujoči | Sodelujoči | Sodelujoči | Sodelujoči | Sodelujoči | Sodelujoči |
| - | ------------------ | ---------- | ------------------------------------ | ----------------- | ---------- | ---------- | ---------- | ---------- | ---------- | ---------- | ---------- | ---------- | ---------- | ---------- | ---------- | ---------- | ---------- |
| # | Datum              | Čas        | Kraj                                 | Gostitelj         | Burgum     | Christie   | DeSantis   | Elder      | Haley      | Hurd       | Hutchinson | Johnson    | Pence      | Ramaswamy  | Scott      | Suarez     | Trump      |
| 1 | 24. avgust 2023    | 3.00 (SLO) | Arena Fiserv Forum Milwaukee, WI     | Fox News          | Da         | Da         | Da         | Ne         | Da         | Ne         | Da         | Ne         | Da         | Da         | Da         | Ne         | Ne         |
| 2 | 28. september 2023 | 3.00 (SLO) | Knjižnica Reagan Library Kalifornija | Fox Business      | Da         | Da         | Da         | Ne         | Da         | Ne         | Ne         | Ne         | Da         | Da         | Da         | odstopil   | Ne         |
| 3 | 9. november 2023   | 2.00 (SLO) | Dvorana Arsht Center Miami, Florida  | NBC News          | Ne         | Da         | Da         | odstopil   | Da         | odstopil   | Ne         | odstopil   | odstopil   | Da         | Da         | odstopil   | Ne         |
| 4 | 7. december 2023   | 2.00 (SLO) | Univerza Alabama Tuscaloosa, Alabama | NewsNation The CW | odstopil   | Da         | Da         | odstopil   | Da         | odstopil   | Ne         | odstopil   | odstopil   | Da         | odstopil   | odstopil   | Ne         |
| 5 | 11. januar 2024    | 3.00 (SLO) | Univerza Drake Des Moines, Iowa      | CNN               | odstopil   | odstopil   | Da         | odstopil   | Da         | odstopil   | Ne         | odstopil   | odstopil   | Ne         | odstopil   | odstopil   | Ne         |

#### Kriteriji za udeležbo
Republikanski nacionalni odbor (RNC) je 2. junija 2023 objavil uradna merila za uvrstitev v 1. predvolilno debato republikanske stranke:
1. Kandidat mora ustrezati pogojem Zvezne volilne komisije ZDA (FEC) in ustrezno vložiti kandidaturo ter s tem povezano dokumentacijo.
2. Do 21. avgusta 2023 mora podpisati t.i. obljubo o zvestobi (The Loyalty Pledge), s katero se zavezuje, da ne bo sodeloval v nobeni razpravi, ki ni v okviru RNC ter da bo podprl morebitnega nominiranega kandidata stranke.
3. Do 21. avgusta 2023 mora odboru RNC dokazati, da je dosegel več kot 1 % v treh nacionalnih predvolilnih anketah ali v dveh nacionalnih in eni anketi iz vsake od dveh različnih zveznih držav Iowa, New Hampshire, Nevada in Južna Karolina.
4. Kandidat mora prav tako do 21. avgusta 2023 zbrati donacije najmanj 40.000 posameznikov, z najmanj 200 z vsake od 20 zveznih držav.

Kriteriji za uvrstitev v 2. debato so bili sledeči:
1. Kandidat mora podpisati zavezo o podpori nominiranemu kandidatu stranke.
2. Odboru RNC mora dokazati, da je od 1. avgusta 2023 dosegel več kot 3 % v dveh nacionalnih predvolilnih anketah ali v eni nacionalni in dveh anketah iz vsake od dveh različnih zveznih držav Iowa, New Hampshire, Nevada in Južna Karolina.
3. Kandidat mora zbrati donacije najmanj 50.000 posameznikov, z najmanj 200 z vsake od 20 zveznih držav.[230]

Kriteriji za uvrstitev v 3. debato:
1. Kandidat mora podpisati zavezo o podpori nominiranemu kandidatu stranke.
2. Odboru RNC mora dokazati, da je od 1. avgusta 2023 dosegel več kot 3 % v dveh nacionalnih predvolilnih anketah ali v eni nacionalni in dveh anketah iz vsake od dveh različnih zveznih držav Iowa, New Hampshire, Nevada in Južna Karolina.
3. Kandidat mora zbrati donacije tokrat najmanj 70.000 posameznikov, z najmanj 200 z vsake od 20 zveznih držav.[231]

Uradna merila za uvrstitev v 4. debato so bila:
1. Kandidat mora podpisati zavezo o podpori nominiranemu kandidatu stranke.
2. Odboru RNC mora dokazati, da je dosegel več kot 6 % v dveh nacionalnih predvolilnih anketah ali v eni nacionalni in eni anketi iz vsake od dveh različnih zveznih držav Iowa, New Hampshire, Nevada in Južna Karolina.
3. Kandidat mora zbrati donacije tokrat najmanj 80.000 posameznikov, z najmanj 200 z vsake od 20 zveznih držav.[232]

CNN je določil merila za sodelovanje v 5. debati:
1. Kandidat se mora strinjati s pravili in formatom oddaje.
2. Kandidat mora v treh nacionalnih anketah in/ali anketah Iowe (pri čemer mora biti vsaj ena od treh anketa volivcev iz Iowe) doseči 10 %, anketa pa mora biti izvedena s strani izvajalca z vnaprej določenega seznama
3. Veljajo ankete, izvedene po 15. oktobru 2023 in objavljene do 2. januarja 2024.[233]

## Javnomnenjske raziskave
Datum posodobitve: 4. november 2024, povzeto z 
| Stran zbiranja anket      | Datum posodobitve | Datum posodobitve | Datum posodobitve | Datum posodobitve | Datum posodobitve | Datum posodobitve | Datum posodobitve |
| Stran zbiranja anket      | 18. oktober       | 25. oktober       | 1. november       | 2. november       | 3. november       | 4. november       | 5. november       |
| ------------------------- | ----------------- | ----------------- | ----------------- | ----------------- | ----------------- | ----------------- | ----------------- |
| Race to the WH            | Harris +2,6%      | Harris +2,6%      | Harris +1,6%      | Harris +1,6%      | Harris +1,5%      | Harris +1,3%      | Harris +1,5%      |
| Cook Political Report     | /                 | Harris +1,1%      | Harris +0,9%      | Harris +0,9%      | Harris +0,8%      | Harris +0,7%      | Harris +0,9%      |
| Decision Desk HQ/The Hill | Harris +2,2%      | Harris +0,8%      | Harris +0,3%      | Trump +0,2%       | Trump +0,2%       | Harris +0,1%      | enako             |
| 270toWin                  | Harris +2,0%      | Harris +0,5%      | Harris +1,2%      | Harris +1,2%      | Harris +1,2%      | Harris +1,2%      | Harris +1,2%      |
| 538                       | Harris +2,1%      | Harris +1,4%      | Harris +1,2%      | Harris +1,0%      | Harris +1,0%      | Harris +1,1%      | Harris +1,2%      |
| Silver Bulletin           | Harris +2,3%      | Harris +1,3%      | Harris +1,1%      | Harris +0,9%      | Harris +0,9%      | Harris +0,7%      | Harris +1,0%      |
| Povprečje                 | Harris +2,2%      | Harris +1,3%      | Harris +1,1%      | Harris +0,9%      | Harris +0,8%      | Harris +0,8%      | Harris +0,9%      |

### Donald Trump vs. Kamala Harris
| Datum                                                                                   | Izvajalec                                 | Velikost vzorca | Donald Trump Republikanci | Kamala Harris Demokrati | Prednost  |       |     |     |          |
| --------------------------------------------------------------------------------------- | ----------------------------------------- | --------------- | ------------------------- | ----------------------- | --------- | ----- | --- | --- | -------- |
| Datum                                                                                   | Izvajalec                                 | Velikost vzorca | 3. - 4. november          | AtlasIntel              | Prednost  | 2.703 | 50% | 49% | Trump +1 |
| 2. - 3. november                                                                        | Research Co.                              | 1.003           | 46%                       | 48%                     | Harris +2 |       |     |     |          |
| 2. - 3. november                                                                        | John Zogby Strategies                     | 1.005           | 46%                       | 49%                     | Harris +3 |       |     |     |          |
| 1. - 3. november                                                                        | TIPP Insights                             | 1.411           | 48%                       | 48%                     | enako     |       |     |     |          |
| 1. - 3. november                                                                        | Ipsos Reuters                             | 973             | 48%                       | 50%                     | Harris +2 |       |     |     |          |
| 1. - 3. november                                                                        | Patriot Polling                           | 1.115           | 48%                       | 49%                     | Harris +1 |       |     |     |          |
| 31. oktober - 3. november                                                               | Leger The New York Post                   | 950             | 49%                       | 49%                     | enako     |       |     |     |          |
| 1. - 2. november                                                                        | AtlasIntel                                | 2.463           | 50%                       | 48%                     | Trump +2  |       |     |     |          |
| 31. oktober - 2. november                                                               | Marist College NPR/PBS News               | 1.446           | 49%                       | 49%                     | enako     |       |     |     |          |
| 31. oktober - 2. november                                                               | TIPP Insights                             | 1.305           | 49%                       | 48%                     | Trump +1  |       |     |     |          |
| 30. oktober - 2. november                                                               | HarriSx Forbes                            | 4.520           | 50%                       | 50%                     | enako     |       |     |     |          |
| 30. oktober - 2. november                                                               | Hart Research Ass. NBC News               | 1.000           | 49%                       | 49%                     | enako     |       |     |     |          |
| 27. oktober - 2. november                                                               | ActiVote                                  | 1.000           | 51%                       | 50%                     | Trump +1  |       |     |     |          |
| 31. oktober                                                                             | Kaplan Strategies                         | 671             | 48%                       | 47%                     | Trump +1  |       |     |     |          |
| 30. - 31. oktober                                                                       | SoCal Strategies On Point Politics        | 984             | 50%                       | 49%                     | Trump +1  |       |     |     |          |
| 30. - 31. oktober                                                                       | AtlasIntel                                | 3.490           | 50%                       | 48%                     | Trump +2  |       |     |     |          |
| 29. - 31. oktober                                                                       | YouGov Yahoo News                         | 1.152           | 48%                       | 49%                     | Harris +1 |       |     |     |          |
| 29. - 31. oktober                                                                       | Morning Consult                           | 8.918           | 47%                       | 49%                     | Harris +2 |       |     |     |          |
| 28. - 31. oktober                                                                       | Echelon Insights                          | 1.328           | 48%                       | 50%                     | Harris +2 |       |     |     |          |
| 28. - 30. oktober                                                                       | TIPP Insights                             | 1.265           | 48%                       | 48%                     | enako     |       |     |     |          |
| 28. - 30. oktober                                                                       | American Pulse Research & Polling         | 822             | 47%                       | 49%                     | Harris +2 |       |     |     |          |
| 27. - 30. oktober                                                                       | Quantus Insights TrendingPolitics         | 1.832           | 49%                       | 48%                     | Trump +1  |       |     |     |          |
| 29. oktober                                                                             | Raba Research                             | 781             | 44%                       | 48%                     | Harris +4 |       |     |     |          |
| 27. - 29. oktober                                                                       | Big Data Poll                             | 2.814           | 50%                       | 50%                     | enako     |       |     |     |          |
| 27. - 29. oktober                                                                       | TIPP Insights                             | 1.302           | 47%                       | 48%                     | Harris +1 |       |     |     |          |
| 27. - 29. oktober                                                                       | HarrisX Forbes                            | 3.718           | 49%                       | 51%                     | Harris +2 |       |     |     |          |
| 26. - 29. oktober                                                                       | J.L. Partners DailyMail.com               | 1.000           | 50%                       | 47%                     | Trump +3  |       |     |     |          |
| 25. - 29. oktober                                                                       | AtlasIntel                                | 3.032           | 50%                       | 48%                     | Trump +2  |       |     |     |          |
| 26. - 28. oktober                                                                       | TIPP Insights                             | 1.291           | 47%                       | 48%                     | Harris +1 |       |     |     |          |
| 24. - 28. oktober                                                                       | Rasmussen Reports                         | 2.369           | 48%                       | 46%                     | Trump +2  |       |     |     |          |
| 25. - 27. oktober                                                                       | Ipsos Reuters                             | 850             | 46%                       | 47%                     | Harris +1 |       |     |     |          |
| 25. - 27. oktober                                                                       | Morning Consult                           | 8.807           | 47%                       | 50%                     | Harris +3 |       |     |     |          |
| 25. - 27. oktober                                                                       | TIPP Insights                             | 1.288           | 48%                       | 48%                     | enako     |       |     |     |          |
| 23. - 27. oktober                                                                       | Angus Reid Global                         | 1.928           | 47%                       | 49%                     | Harris +2 |       |     |     |          |
| 20. - 27. oktober                                                                       | Florida AU PolCom Lab/Mainstreet Research | 911             | 47%                       | 49%                     | Harris +2 |       |     |     |          |
| 24. - 26. oktober                                                                       | Cygnal                                    | 1.507           | 47%                       | 50%                     | Harris +3 |       |     |     |          |
| 23. - 25. oktober                                                                       | YouGov CBS News                           | 2.154           | 49%                       | 50%                     | Harris +1 |       |     |     |          |
| 1. - 25. oktober                                                                        | YouGov/CCES                               | 48.732          | 47%                       | 51%                     | Harris +4 |       |     |     |          |
| 23. - 24. oktober                                                                       | Emerson College                           | 1.000           | 49%                       | 49%                     | enako     |       |     |     |          |
| 19. - 24. oktober                                                                       | ActiVote                                  | 1.000           | 50%                       | 50%                     | enako     |       |     |     |          |
| 21. - 23. oktober                                                                       | Tufts University Public Opinion Lab       | 633             | 48%                       | 49%                     | Harris +1 |       |     |     |          |
| 21. - 23. oktober                                                                       | OnMessage                                 | 800             | 47%                       | 46%                     | Trump +1  |       |     |     |          |
| 20. - 23. oktober                                                                       | The NYT/Sienna College                    | 2.516           | 48%                       | 48%                     | enako     |       |     |     |          |
| 18. - 23. oktober                                                                       | Big Village                               | 1.592           | 45%                       | 52%                     | Harris +7 |       |     |     |          |
| 21. - 23. oktober                                                                       | HarrisX Forbes                            | 1.244           | 51%                       | 49%                     | Trump +2  |       |     |     |          |
| 19. - 22. oktober                                                                       | YouGov The Economist                      | 1.293           | 46%                       | 49%                     | Harris +3 |       |     |     |          |
| 19. - 22. oktober                                                                       | The Wall Street Journal                   | 1.500           | 49%                       | 46%                     | Trump +3  |       |     |     |          |
| 17. - 22. oktober                                                                       | Rasmussen Reports                         | 1.855           | 49%                       | 46%                     | Trump +3  |       |     |     |          |
| 21. oktober                                                                             | Redfield & Wilton Strategies              | 1.161           | 47%                       | 45%                     | Trump +2  |       |     |     |          |
| 19. - 21. oktober                                                                       | TIPP Insights                             | 1.268           | 48%                       | 48%                     | enako     |       |     |     |          |
| 17. - 21. oktober                                                                       | Monmouth University Polling Institute     | 802             | 44%                       | 47%                     | Harris +3 |       |     |     |          |
| 16. - 21. oktober                                                                       | Ipsos Reuters                             | 3.307           | 45%                       | 48%                     | Harris +3 |       |     |     |          |
| 18. - 20. oktober                                                                       | Morning Consult                           | 8.570           | 46%                       | 50%                     | Harris +4 |       |     |     |          |
| 15. - 19. oktober                                                                       | Hart Research Ass. CNBC                   | 1.000           | 48%                       | 46%                     | Trump +2  |       |     |     |          |
| 16. - 18. oktober                                                                       | TIPP Insights                             | 1.223           | 47%                       | 48%                     | Harris +1 |       |     |     |          |
| 14. - 18. oktober                                                                       | Suffolk University USA Today              | 1.000           | 49%                       | 50%                     | Harris +1 |       |     |     |          |
| 15. - 17. oktober                                                                       | Quantus Insights                          | 1.045           | 49%                       | 49%                     | enako     |       |     |     |          |
| 15. - 17. oktober                                                                       | Morning Consult                           | 8.484           | 46%                       | 50%                     | Harris +4 |       |     |     |          |
| 12. - 17. oktober                                                                       | Atlasintel                                | 4.180           | 51%                       | 48%                     | Trump +3  |       |     |     |          |
| 9. - 17. oktober                                                                        | Activote                                  | 1.000           | 51%                       | 49%                     | Trump +2  |       |     |     |          |
| 7. - 17. oktober                                                                        | YouGov                                    | 1.500           | 46%                       | 51%                     | Harris +5 |       |     |     |          |
| 14. - 16. oktober                                                                       | RMG Research Napolitane Institute         | 2.950           | 49%                       | 50%                     | Harris +1 |       |     |     |          |
| 14. - 16. oktober                                                                       | OnMessage                                 | 800             | 46%                       | 45%                     | Trump +1  |       |     |     |          |
| 14. - 16. oktober                                                                       | Emerson College                           | 1.000           | 49%                       | 50%                     | Harris +1 |       |     |     |          |
| 27. september - 16. oktober                                                             | Gateway Political Strategies              | 2.450           | 47%                       | 53%                     | Harris +6 |       |     |     |          |
| 13. - 15. oktober                                                                       | TIPP Insights                             | 1.248           | 46%                       | 50%                     | Harris +4 |       |     |     |          |
| 13. - 15. oktober                                                                       | Morning Consult                           | 8.839           | 46%                       | 50%                     | Harris +4 |       |     |     |          |
| 11. - 14. oktober                                                                       | Beacon Research Fox News                  | 870             | 50%                       | 48%                     | Trump +2  |       |     |     |          |
| 8. - 14. oktober                                                                        | Fairleigh Dickinson University            | 806             | 47%                       | 50%                     | Harris +4 |       |     |     |          |
| 11. - 13. oktober                                                                       | Ipsos Reuters                             | 769             | 44%                       | 47%                     | Harris +3 |       |     |     |          |
| 11. - 13. oktober                                                                       | Harris Poll Harvard University            | 2.596           | 49%                       | 51%                     | Harris +2 |       |     |     |          |
| 10. - 12. oktober                                                                       | Morning Consult                           | 8.901           | 46%                       | 50%                     | Harris +4 |       |     |     |          |
| 9. - 11. oktober                                                                        | HarrisX Deseret News                      | 1.692           | 49%                       | 51%                     | Harris +2 |       |     |     |          |
| 8. - 11. oktober                                                                        | YouGov CBS News                           | 2.712           | 48%                       | 51%                     | Harris +3 |       |     |     |          |
| 8. - 10. oktober                                                                        | Marist College                            | 1.401           | 47%                       | 52%                     | Harris +5 |       |     |     |          |
| 7. - 10. oktober                                                                        | RMG Research Napolitane Institute         | 2.945           | 47%                       | 50%                     | Harris +3 |       |     |     |          |
| 1. - 10. oktober                                                                        | Marquette University Law School           | 652             | 50%                       | 50%                     | enako     |       |     |     |          |
| 3. - 9. oktober                                                                         | Change Research                           | 3.275           | 46%                       | 46%                     | enako     |       |     |     |          |
| 6. - 8. oktober                                                                         | co/efficient Americans for IVF            | 2.180           | 47%                       | 49%                     | Harris +2 |       |     |     |          |
| 4. - 8. oktober                                                                         | Ipsos ABC News                            | 1.714           | 48%                       | 51%                     | Harris +3 |       |     |     |          |
| 4. - 8. oktober                                                                         | Hart Research Associates NBC News         | 1.000           | 48%                       | 48%                     | enako     |       |     |     |          |
| 3. - 8. oktober                                                                         | ActiVote                                  | 1.000           | 51%                       | 49%                     | Trump +2  |       |     |     |          |
| 4. - 7. oktober                                                                         | Ipsos Reuters                             | 1.076           | 49%                       | 51%                     | Harris +2 |       |     |     |          |
| 4. - 6. oktober                                                                         | Morning Consult                           | 11.353          | 46%                       | 51%                     | Harris +5 |       |     |     |          |
| 30. september - 6. oktober                                                              | Pew Research Center                       | 4.025           | 49%                       | 50%                     | Harris +1 |       |     |     |          |
| 29. september - 6. oktober                                                              | The New York Times/Siena College          | 3.385           | 46%                       | 49%                     | Harris +3 |       |     |     |          |
| 2. - 4. oktober                                                                         | TIPP Insights Issues & Insights           | 997             | 46%                       | 49%                     | Harris +3 |       |     |     |          |
| 2. - 3. oktober                                                                         | Cygnal                                    | 1.500           | 47%                       | 50%                     | Harris +3 |       |     |     |          |
| 1. - 3. oktober                                                                         | Morning Consult                           | 10.775          | 45%                       | 50%                     | Harris +5 |       |     |     |          |
| 30. september - 3. oktober                                                              | RMG Research Napolitane Institute         | 2.965           | 49%                       | 49%                     | enako     |       |     |     |          |
| 25. september - 2. oktober                                                              | ActiVote                                  | 1.000           | 49%                       | 51%                     | Harris +2 |       |     |     |          |
| 29. september - 1. oktober                                                              | Emerson College                           | 1.000           | 49%                       | 50%                     | Harris +1 |       |     |     |          |
| 27. september - 1. oktober                                                              | Marist College NPR/CBS News               | 1.294           | 48%                       | 50%                     | Harris +2 |       |     |     |          |
| 28. - 30. september                                                                     | Morning Consult                           | 11.568          | 46%                       | 50%                     | Harris +4 |       |     |     |          |
| 3. - 5. september                                                                       | RMG Research Napolitane Institute         | 2.701           | 48%                       | 50%                     | Harris +2 |       |     |     |          |
| 1. - 5. september                                                                       | Outward Intelligence                      | 1.890           | 48%                       | 52%                     | Harris +4 |       |     |     |          |
| 3. - 4. september                                                                       | Emerson College                           | 1.000           | 48%                       | 51%                     | Harris +3 |       |     |     |          |
| 2. - 4. september                                                                       | Morning Consult                           | 11.414          | 46%                       | 49%                     | Harris +3 |       |     |     |          |
| 1. - 3. september                                                                       | Patriot Polling                           | 1.003           | 47%                       | 49%                     | Harris +2 |       |     |     |          |
| 1. - 3. september                                                                       | Morning Consult                           | 4.000           | 45%                       | 48%                     | Harris +3 |       |     |     |          |
| 30. avgust - 3. september                                                               | Big Data Poll                             | 3.047           | 50%                       | 50%                     | enako     |       |     |     |          |
| 25. avgust - 2. september                                                               | ActiVote                                  | 1.000           | 49%                       | 51%                     | Harris +2 |       |     |     |          |
| 29. avgust - 1. september                                                               | McLaughlin & Associates                   | 1.778           | 49%                       | 47%                     | Trump +2  |       |     |     |          |
| 29. - 31. avgust                                                                        | Morning Consult                           | 4.000           | 45%                       | 48%                     | Harris +3 |       |     |     |          |
| 28. - 30. avgust                                                                        | TIPP Insights Issues & Insights           | 1.386           | 45%                       | 48%                     | Harris +3 |       |     |     |          |
| 25. - 29. avgust                                                                        | Outward Intelligence                      | 2.191           | 47%                       | 53%                     | Harris +6 |       |     |     |          |
| 26. - 28. avgust                                                                        | RMG Research Napolitan Institute          | 2.441           | 48%                       | 51%                     | Harris +3 |       |     |     |          |
| 24. - 28. avgust                                                                        | Fabrizio, Lee & Associates The WSJ        | 1.500           | 47%                       | 48%                     | Harris +1 |       |     |     |          |
| 26. - 27. avgust                                                                        | Quantus Polls and News                    | 1.094           | 47%                       | 49%                     | Harris +2 |       |     |     |          |
| 23. - 27. avgust                                                                        | Quinnipiac University                     | 1.611           | 48%                       | 49%                     | Harris +1 |       |     |     |          |
| 23. - 25. avgust                                                                        | Echelon Insights                          | 1.031           | 48%                       | 49%                     | Harris +1 |       |     |     |          |
| 23. avgust 2024: Robert F. Kennedy ml. odstopi od kandidature in podpre Donalda Trumpa. |                                           |                 |                           |                         |           |       |     |     |          |
| 23. - 28. avgust                                                                        | Clarity Campaign Labs                     | 1.238           | 45%                       | 51%                     | Harris +6 |       |     |     |          |
| 23. - 28. avgust                                                                        | Big Village                               | 1.511           | 43%                       | 50%                     | Harris +7 |       |     |     |          |
| 21. - 28. avgust                                                                        | Ipsos Reuters                             | 3.562           | 41%                       | 45%                     | Harris +4 |       |     |     |          |
| 22. - 26. avgust                                                                        | YouGov Yahoo News                         | 1.197           | 46%                       | 47%                     | Harris +1 |       |     |     |          |
| 20. - 26. avgust                                                                        | Change Research                           | 2.626           | 43%                       | 48%                     | Harris +5 |       |     |     |          |
| 23. - 25. avgust                                                                        | Leger                                     | 863             | 46%                       | 50%                     | Harris +4 |       |     |     |          |
| 23. - 25. avgust                                                                        | Florida Atlantic University PolCom Lab    | 856             | 45%                       | 49%                     | Harris +4 |       |     |     |          |
| 15. - 23. avgust                                                                        | ActiVote                                  | 1.511           | 47%                       | 53%                     | Harris +6 |       |     |     |          |
| 20. - 23. avgust                                                                        | Morning Consult                           | 4.000           | 44%                       | 48%                     | Harris +4 |       |     |     |          |
| 19. - 22. avgust                                                                        | RMG Research Napolitane Institute         | 2.404           | 49%                       | 49%                     | enako     |       |     |     |          |
| 18. - 22. avgust                                                                        | Outward Intelligence                      | 1.867           | 48%                       | 52%                     | Harris +4 |       |     |     |          |
| 17. - 20. avgust                                                                        | Fairleigh Dickinson University            | 801             | 43%                       | 50%                     | Harris +7 |       |     |     |          |
| 17. - 19. avgust                                                                        | Morning Consult                           | 4.000           | 44%                       | 47%                     | Harris +3 |       |     |     |          |
| 18. avgust                                                                              | SoCal Strategies                          | 876             | 48%                       | 50%                     | Harris +2 |       |     |     |          |
| 14. - 16. avgust                                                                        | YouGov CBS News                           | 3.253           | 48%                       | 51%                     | Harris +3 |       |     |     |          |
| 11. - 15. avgust                                                                        | Outward Intelligence                      | 1.858           | 47%                       | 53%                     | Harris +6 |       |     |     |          |
| 1. - 15. avgust                                                                         | Data for Progress                         | 1.858           | 46%                       | 49%                     | Harris +3 |       |     |     |          |
| 12. - 14. avgust                                                                        | RMG Research Napolitane Institute         | 2.708           | 49%                       | 47%                     | Trump +2  |       |     |     |          |
| 12. - 14. avgust                                                                        | Emerson College                           | 1.000           | 48%                       | 52%                     | Harris +4 |       |     |     |          |
| 11. - 13. avgust                                                                        | Morning Consult                           | 4.000           | 45%                       | 47%                     | Harris +2 |       |     |     |          |
| 9. - 13. avgust                                                                         | Ipsos The Washington Post, ABC News       | 1.505           | 45%                       | 51%                     | Harris +6 |       |     |     |          |
| 9. - 12. avgust                                                                         | Beacon Research Fox News                  | 1.105           | 50%                       | 49%                     | Trump +1  |       |     |     |          |
| 7. - 8. avgust                                                                          | Quantus Polls and News                    | 1.000           | 46%                       | 47%                     | Harris +1 |       |     |     |          |
| 2. - 7. avgust                                                                          | Ipsos                                     | 1.342           | 47%                       | 49%                     | Harris +2 |       |     |     |          |
| 30. julij - 6. avgust                                                                   | ActiVote                                  | 1.000           | 50%                       | 50%                     | enako     |       |     |     |          |
| 2. - 4. avgust                                                                          | Morning Consult                           | 11.265          | 44%                       | 48%                     | Harris +4 |       |     |     |          |
| 1. - 4. avgust                                                                          | Marist College PBS News                   | 1.513           | 48%                       | 51%                     | Harris +3 |       |     |     |          |
| 31. julij - 4. avgust                                                                   | Hart Research Associates CNBC             | 1.001           | 48%                       | 46%                     | Trump +2  |       |     |     |          |
| 2. - 3. avgust                                                                          | HarrisX Deseret News                      | 1.011           | 48%                       | 46%                     | Trump +2  |       |     |     |          |
| 31. julij - 2. avgust                                                                   | TIPP Insights Issues & Insights           | 1.326           | 45%                       | 46%                     | Harris +1 |       |     |     |          |
| 30. julij - 2. avgust                                                                   | YouGov CBS News                           | 3.092           | 49%                       | 50%                     | Harris +1 |       |     |     |          |
| 30. julij - 1. avgust                                                                   | Morning Consult                           | 4.000           | 45%                       | 46%                     | Harris +1 |       |     |     |          |
| 24. julij - 1. avgust                                                                   | Marquette University Law School           | 683             | 47%                       | 53%                     | Harris +6 |       |     |     |          |

### Vsi kandidati
| Datum                                                                                   | Izvajalec                          | Velikost vzorca | Donald Trump Republikanci | Kamala Harris Demokrati      | Robert F. Kennedy Neodvisni | Chase Oliver Libertarci | Jill Stein Zeleni | Cornel West Neodvisni | Prednost  |    |    |   |           |
| --------------------------------------------------------------------------------------- | ---------------------------------- | --------------- | ------------------------- | ---------------------------- | --------------------------- | ----------------------- | ----------------- | --------------------- | --------- | -- | -- | - | --------- |
| Datum                                                                                   | Izvajalec                          | Velikost vzorca | 29. avgust                | Redfield & Wilton Strategies | 2.078                       | 42%                     | 44%               | odstopil              | Prednost  | 1% | 1% | / | Harris +2 |
| 25. - 28. avgust                                                                        | Suffolk University USA Today       | 1.000           | 43%                       | 48%                          | 1%                          | 1%                      | 2%                | odstopil              | Harris +5 |    |    |   |           |
| 24. - 28. avgust                                                                        | Fabrizio, Lee & Ass. / The WSJ     | 1.368           | 45%                       | 47%                          | 1%                          | 1%                      | 1%                | odstopil              | Harris +2 |    |    |   |           |
| 25. - 27. avgust                                                                        | YouGov The Economist               | 1.368           | 45%                       | 47%                          | 0%                          | 1%                      | 0%                | odstopil              | Harris +2 |    |    |   |           |
| 22. - 27. avgust                                                                        | YouGov Yahoo News                  | 1.194           | 45%                       | 46%                          | 1%                          | 1%                      | 1%                | odstopil              | Harris +1 |    |    |   |           |
| 23. - 25. avgust                                                                        | Echelon Insights                   | 1.031           | 48%                       | 48%                          | 1%                          | 1%                      | 1%                | odstopil              | enako     |    |    |   |           |
| 23. avgust 2024: Robert F. Kennedy ml. odstopi od kandidature in podpre Donalda Trumpa. |                                    |                 |                           |                              |                             |                         |                   |                       |           |    |    |   |           |
| 23. - 28. avgust                                                                        | Big Village                        | 1.511           | 41%                       | 48%                          | 5%                          | /                       | 1%                | 1%                    | Harris +7 |    |    |   |           |
| 21. - 28. avgust                                                                        | Ipsos Reuters                      | 3.562           | 40%                       | 44%                          | 6%                          | 1&                      | 1%                | 0%                    | Harris +4 |    |    |   |           |
| 23. - 25. avgust                                                                        | Echelon Insights                   | 1.031           | 45%                       | 47%                          | 4%                          | 1%                      | 1%                | 0%                    | Harris +2 |    |    |   |           |
| 19. - 23. avgust                                                                        | Angus Reid Global                  | 1.758           | 40%                       | 45%                          | 5%                          | /                       | /                 | /                     | Harris +5 |    |    |   |           |
| 19. - 22. avgust                                                                        | RMG Research Napolitane Institute  | 2.404           | 46%                       | 48%                          | 3%                          | /                       | /                 | /                     | Harris +2 |    |    |   |           |
| 18. - 22. avgust                                                                        | Outward Intelligence               | 1.867           | 44%                       | 50%                          | 5%                          | 1%                      | 0%                | 1%                    | Harris +6 |    |    |   |           |
| 21. avgust                                                                              | Redfield & Wilton Strategies       | 1.275           | 44%                       | 47%                          | 3%                          | 0%                      | 0%                | /                     | Harris +3 |    |    |   |           |
| 19. - 21. avgust                                                                        | The Bullfinch Group                | 1.000           | 39%                       | 47%                          | 5%                          | 1%                      | 1%                | 1%                    | Harris +8 |    |    |   |           |
| 17. - 20. avgust                                                                        | YouGov The Economist               | 1.371           | 43%                       | 46%                          | 3%                          | /                       | 0%                | 0%                    | Harris +3 |    |    |   |           |
| 14. - 18. avgust                                                                        | Big Village                        | 1.530           | 42%                       | 46%                          | 5%                          | 0%                      | 1%                | 1%                    | Harris +4 |    |    |   |           |
| 14. - 16. avgust                                                                        | YouGov CBS News                    | 3.253           | 47%                       | 49%                          | 2%                          | 0%                      | 1%                | 0%                    | Harris +2 |    |    |   |           |
| 15. avgust                                                                              | Redfield & Wilton Strategies       | 1.238           | 44%                       | 45%                          | 3%                          | 1%                      | 1%                | 0%                    | Harris +1 |    |    |   |           |
| 11. - 15. avgust                                                                        | Outward Intelligence               | 1.858           | 43%                       | 49%                          | 7%                          | 0%                      | 1%                | 1%                    | Harris +6 |    |    |   |           |
| 12. - 14. avgust                                                                        | RMG Research Napolitane Institute  | 2.708           | 46%                       | 45%                          | 2%                          | /                       | /                 | /                     | Trump +1  |    |    |   |           |
| 12. - 14. avgust                                                                        | Emerson College                    | 1.000           | 44%                       | 48%                          | 4%                          | 0%                      | 1%                | 0%                    | Harris +4 |    |    |   |           |
| 11. - 13. avgust                                                                        | YouGov The Economist               | 1.407           | 44%                       | 46%                          | 3%                          | /                       | 1%                | 0%                    | Harris +2 |    |    |   |           |
| 9. - 12. avgust                                                                         | Beacon Research Fox News           | 1.105           | 45%                       | 45%                          | 6%                          | 1%                      | 1%                | 1%                    | enako     |    |    |   |           |
| 9. - 11. avgust                                                                         | Big Village                        | 757             | 44%                       | 47%                          | 5%                          | /                       | 1%                | 1%                    | Harris +3 |    |    |   |           |
| 7. - 11. avgust                                                                         | J.L. Partners DailyMail            | 1.001           | 43%                       | 41%                          | 5%                          | 2%                      | 1%                | 1%                    | Trump +2  |    |    |   |           |
| 5. - 11. avgust                                                                         | Pew Research Center                | 7.569           | 45%                       | 46%                          | 7%                          | /                       | /                 | /                     | Harris +1 |    |    |   |           |
| 7. avgust                                                                               | Redfield & Wilton Strategies       | 2.584           | 44%                       | 47%                          | 4%                          | 1%                      | 0%                | /                     | Harris +3 |    |    |   |           |
| 5. - 7. avgust                                                                          | RMG Research Napolitane Institute  | 2.000           | 46%                       | 47%                          | 2%                          | /                       | /                 | /                     | Harris +1 |    |    |   |           |
| 2. - 7. avgust                                                                          | Ipsos                              | 1.342           | 37%                       | 42%                          | 4%                          | /                       | /                 | /                     | Harris +5 |    |    |   |           |
| 4. - 6. avgust                                                                          | Marist College                     | 1.413           | 43%                       | 45%                          | 2%                          | /                       | 1%                | 0%                    | Harris +2 |    |    |   |           |
| 30. julij - 6. avgust                                                                   | ActiVote                           | 1.000           | 44%                       | 45%                          | 11%                         | /                       | /                 | /                     | Harris +1 |    |    |   |           |
| 1. - 4. avgust                                                                          | Marist College                     | 1.513           | 45%                       | 48%                          | 5%                          | 0%                      | 1%                | 0%                    | Harris +3 |    |    |   |           |
| 31. julij - 2. avgust                                                                   | TIPP Insights                      | 1.326           | 42%                       | 44%                          | 7%                          | /                       | 1%                | 1%                    | Harris +2 |    |    |   |           |
| 30. julij - 2. avgust                                                                   | YouGov CBS News                    | 3.092           | 47%                       | 49%                          | 2%                          | 0%                      | 0%                | 0%                    | Harris +2 |    |    |   |           |
| 29. - 31. julij                                                                         | RMG Research                       | 3.000           | 42%                       | 47%                          | 6%                          | /                       | /                 | /                     | Harris +5 |    |    |   |           |
| 27. - 30. julij                                                                         | YouGov The Economist               | 1.434           | 44%                       | 46%                          | 3%                          | /                       | 0%                | 0%                    | Harris +2 |    |    |   |           |
| 29. julij                                                                               | Redfield & Wilton Strategies       | 1.750           | 43%                       | 45%                          | 5%                          | 0%                      | 0%                | /                     | Harris +2 |    |    |   |           |
| 26. - 29. julij                                                                         | American Pulse Research & Polling  | 1.035           | 47%                       | 46%                          | 3%                          | 0%                      | 1%                | 1%                    | Trump +1  |    |    |   |           |
| 24. - 29. julij                                                                         | ActiVote                           | 1.000           | 46%                       | 44%                          | 10%                         | /                       | /                 | /                     | Trump +2  |    |    |   |           |
| 23. - 29. julij                                                                         | McLaughlin & Associates            | 1.000           | 42%                       | 41%                          | 8%                          | 1%                      | 1%                | 1%                    | Trump +1  |    |    |   |           |
| 26. - 28. julij                                                                         | Harris Poll Harvard                | 2.196           | 47%                       | 43%                          | 8%                          | /                       | 1%                | 1%                    | Trump +4  |    |    |   |           |
| 26. - 28. julij                                                                         | Big Data Poll                      | 2.919           | 45%                       | 44%                          | 6%                          | 1%                      | 1%                | 1%                    | Trump +1  |    |    |   |           |
| 23. - 25. julij                                                                         | Fabrizio, Lee & Associates The WSJ | 1.000           | 44%                       | 45%                          | 4%                          | 0%                      | 1%                | 1%                    | Harris +1 |    |    |   |           |
| 22. - 25. julij                                                                         | HarrisX                            | 2.472           | 46%                       | 45%                          | 8%                          | /                       | 1%                | 1%                    | Trump +1  |    |    |   |           |